# بلقاس (مركز)
مركز بلقاس مركز إداري مصري. يقع في محافظة الدقهلية الواقعة في جمهورية مصر العربية. القاعدة الإدارية للمركز هي مدينة بلقاس.

## التاريخ

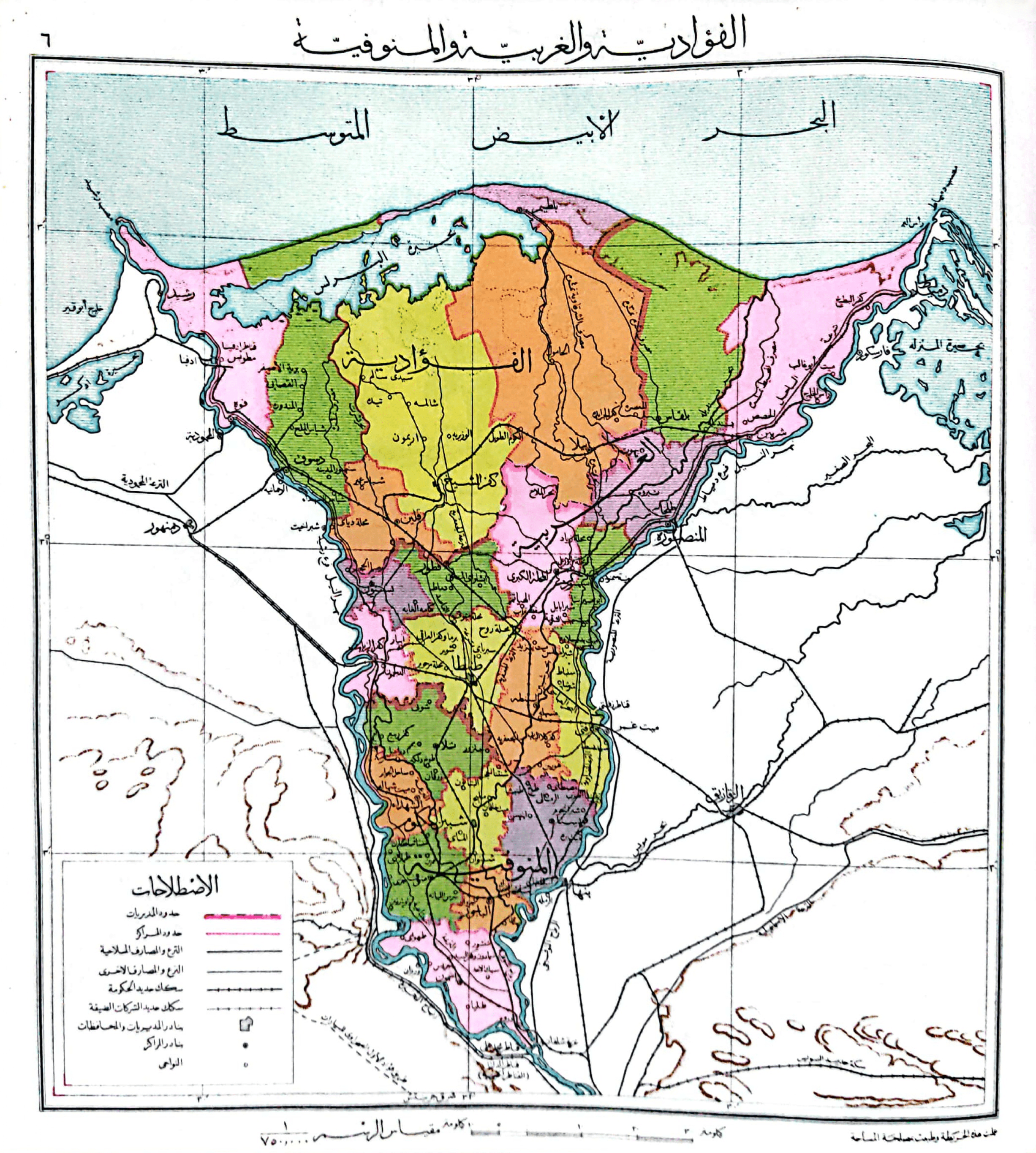
خريطة تظهر المركز باللون الأخضر في عام 1951

أنشئ قسم بلاد الأرز شرقًا في سنة 1826 وجعل مقره مدينة شربين لأنها أكبر بلاده، وسمي القسم باسم مركز في سنة 1871 ثم أصبح اسمه مركز شربين في سنة 1875. نقل ديوان القسم إلى بلقاس في عام 1892 وأعيد تسميته بمركز بلقاس في 22 فبراير سنة 1896، لكن صدر قرار في العام التالي بنقل المركز إلى شربين وتسميته مركز شربين.
أعيد إنشاء مركز بلقاس من 22 بلدة من بلاد مركز شربين في سنة 1943، نقلت إدارة المركز من مديرية الغربية إلى مديرية الدقهلية في عام 1955.

## السكان
بلغ عدد سكان المركز 577,462 نسمة في تقدير يوليو 2024 أغلبهم ريفيون (باستثناء سكان مدينة بلقاس 115,245 نسمة)، عدد الرجال منهم 294,236 والنساء 283,226 نسمة.
| السنة | عدد السكان | السنة | عدد السكان |
| ----- | ---------- | ----- | ---------- |
| 1882  | 6765       | 1976  | 211,138    |
| 1897  | 27,844     | 1986  | 297,250    |
| 1907  | 37,456     | 1996  | 365,243    |
| 1917  | 46,283     | 2006  | 430,545    |
| 1927  | 52,855     | 2017  | 529,442    |
| 1947  | 92,863     | 2024  | 577,462    |
| 1960  | 170,872    | —     | —          |